# 平成物語
『平成物語』（へいせいものがたり）は、フジテレビにおけるテレビドラマシリーズである。
SEASON 1 「平成が終わる。僕たちは何者になれたのだろう。」（へいせいがおわる ぼくたちはなにものになれたのだろう）が岡山天音主演で、2018年3月24日と3月31日 の2週連続で放送された。さらに、SEASON 2 「なんでもないけれど、かけがえのない瞬間」（なんでもないけれど かけがえのないしゅんかん）が山崎紘菜主演で、2019年3月19日から3月23日までの5夜連続で放送される予定である。

## SEASON 1「平成が終わる。僕たちは何者になれたのだろう。」
岡山天音主演で、2018年3月24日と3月31日の土曜 0時55分から1時55分（金曜深夜）まで放送された。

### ストーリー
平成元年に生まれた平成（ひらなり）が生きた平成の30年間を、時代を彩った音楽とともに綴る物語。
家族とともに田舎で暮らす平成の趣味はギター。大学に進学しバンドマンを目指そうとしたが、残念ながら、そう簡単に事は上手く運ぶはずもない。更に幼なじみの結と、上京後に知り合った紡との間で恋愛がこじれる事態に。更にバンドマンとしての活動も過渡期に入り、平成はこれからの人生の筋道を決めなければならなくなった。果たして、30歳になった平成が自らの意志で導き出した答えとは何なのか。

### キャスト

#### 主要人物
- 平成 - 岡山天音[1]
- 結 - 松本穂香
- 紡 - 片山友希

#### その他
- 小川あん
- 樋口開飛
- 小林実由
- 大下ヒロト
- ノモガクジ
- 白戸達也
- HIROSHI（FIVE NEW OLD）
- WATARU（FIVE NEW OLD）
- HAYATO（FIVE NEW OLD）
- 渡邉直也（Blueglue）
- さいとう先生（Blueglue）
- 竹中駿介（Blueglue）
- ショー・サイトウ（Blueglue）
- 奥野瑛太
- 景山慶一
- 橋野純平
- 内田慈
- 川瀬陽太

### スタッフ
- 脚本 - 加藤拓也
- 監督 - 松本花奈
- 企画・プロデュース - 橋爪駿輝
- プロデュース - 関友彦
- 協力プロデュース - 太田大
- スーパーバイザー - 篠原一朗
- メディアプロデュース - 平野貴宣、須加井道子、伊藤三朗、川崎寛、浅井茉莉子、山脇卓朗、樋口裕二、長島圭
- 音楽 - 竹縄航太（HOWL BE QUIET）
- キービジュアル - 吉川然
- 制作協力 - コギトワークス
- 制作著作 - フジテレビ

## SEASON 2「なんでもないけれど、かけがえのない瞬間」
「平成で一番きれいだった日」をテーマに、2019年3月19日（18日深夜）から3月23日（22日深夜）まで5夜連続で放送された。主演は山崎紘菜。なお、各日の放送時間は「基礎情報 テレビ番組」内の「放送時間」の項目を参照のこと。

### ストーリー
作家であり、夫でもある貴大と幸せな結婚生活を送っていた芽生。しかし、婚約の証である指輪を持たなかったため、芽生は後ろめたさを感じていた。そんな芽生の気持ちを察した貴大は芽生を連れて指輪を買いに出かけた。平成が終わるまでに指輪が手元に届くことを祈る芽生と貴大であったが、別れは突然に訪れようとしていた。

### キャスト

#### 主要人物
- 芽生 - 山崎紘菜
- 貴大 - 笠松将[2]
- 凛 - 清水くるみ[2]

#### その他
- 昭二（貴大の父） - 高橋和也[3]
- 森優作
- 柳英里紗
- 諫早幸作
- 中山求一郎
- 細井学
- 岩谷健司
- ペットショップ店長 - 村上淳[4]
- 朝倉 - 岡山天音（特別出演）[5]

### スタッフ
- 脚本 - 加藤拓也
- 企画 - 橋爪駿輝
- 協力プロデュース - 太田大
- プロデューサー - 関友彦
- 主題歌 - 崎山蒼志「泡みたく輝いて」
- 写真（キービジュアル） - 石田真澄[6]
- 監督 - 松本花奈[2]
- 制作 - コギトワークス
- 制作著作 - フジテレビ